# 괴인의 정체
"괴인의 정체"는 한국에서 제작된 김수로 감독의 1927년 미스터리, 액션 영화이다. 신일선 등이 주연으로 출연하였고 유지영 등이 제작에 참여하였다.

## 출연

### 주연
- 신일선
- 김철산
- 정경
- 이정순

### 조연
- 이응호
- 김극
- 이시영
- 이기연

## 기타
- 각색: 김수로